# Karel Deddens
Karel Deddens (Rijswijk, 20 augustus 1924 - Hoek, 10 februari 2005) was een Nederlandse predikant, zendeling en theoloog van de Gereformeerde Kerken vrijgemaakt.

## Levensloop
Afkomstig uit een gereformeerd gezin waarvan de vader predikant was, zat Deddens in Groningen op het Willem Lodewijk Gymnasium en werd hij in 1943 ingeschreven als theologiestudent aan de gereformeerde Theologische Hogeschool Kampen. Midden 1945 verruilde hij deze voor de pas opgerichte vrijgemaakte Theologische Hogeschool te Kampen, aan welke zijn vader (zie verderop de paragraaf 'Familie') een van de eerste hoogleraren was geworden.
Na zijn studie stond Deddens van 1951 tot 1965 en van 1974 tot 1984 in diverse plaatsen als predikant. In de periode daartussen werd hij uitgezonden als zendeling naar Curaçao, waar hij te maken kreeg met een kleine kerkscheuring. Vervolgens was hij van 1984 tot 1990 hoogleraar diaconologie en ecclesiologie aan het Theological College in Hamilton (Ontario), behorend tot de Canadese zusterkerk de Canadian Reformed Churches. Hij gaf er colleges over het kerkelijk ambt, de kerkorde en geschiedenis van de kerk alsook over de zendingswetenschap.
Na in 1990 met emeritaat te zijn gegaan, keerde hij terug naar zijn vaderland. Karel Deddens overleed begin 2005 op tachtigjarige leeftijd in Zeeuws-Vlaanderen.

## Publicaties
Deddens deed enkele tientallen godsdienstige publicaties (deels in het Engels) het licht zien, waaronder: 
- Hoofdsom der belijdenis (1956), over de Nederlandse Geloofsbelijdenis
- Maleachi's dialogen (1970), over de oudtestamentische profeet Maleachi
- Annus liturgicus?: een onderzoek naar de betekenis van Cyrillus van Jeruzalem voor de ontwikkeling van het 'kerkelijk jaar'  (1975, tevens zijn proefschrift), over kerkleraar Cyrillus van Jeruzalem
- De dienst van de vrouw in de kerk (1978), over de kerkelijke deelname van vrouwen
- Antwoord op je doop (1979), over de doop
- Het liep uit op Trente (1981), over de ontwikkeling van de kerkelijke feesten
- Herstel kwam uit Straatsburg (1986), over de tijd van de Reformatie (zie ook de paragraaf hieronder)

Voor het Nederlands Dagblad verzorgde hij jarenlang bijdragen over muzikale onderwerpen.

## Geneefse psalmen
Over de Geneefse psalmen wist Deddens te melden dat Johannes Calvijn de grote promotor was van het zingen van de Psalmen door alle aanwezigen in de kerkdienst in plaats van alleen door de geestelijkheid, zoals dat gedurende de Middeleeuwen lange tijd het geval was geweest. Ook heeft hij erop gewezen dat reeds de eerste uitgave van de Geneefse psalmen, die van 1539 uit Straatsburg, gepaard ging met melodieën. Melodieën uit latere uitgaven waren vooral afkomstig van de Franse componist Louis Bourgeois, die door Calvijn speciaal hiervoor in Genève was aangetrokken. Volgens Deddens waren deze melodieën van een zeer hoge kwaliteit en ging het niet om bewerkte (straat)deuntjes.

## Standplaatsen als predikant
- 1951-1956: Hoek (Terneuzen)
- 1956-1961: Leerdam
- 1961-1965: Amersfoort-Centrum
- 1965-1974: Rijnsburg: uitgezonden naar Curaçao
- 1974-1984: Groningen-Zuid

## Familie
Zijn vader Pieter Deddens (overleden in 1958) was predikant in de Gereformeerde Kerken in Nederland en hoogleraar kerkgeschiedenis aan de vrijgemaakte Theologische Hogeschool Kampen. Hij heeft twee broers die eveneens predikant in de Gereformeerde Kerken vrijgemaakt zijn geweest. De ene - Detmer Deddens (overleden in 2009) - was ook hoogleraar aan de hiervoor genoemde universiteit, de andere - Pieter Deddens jr. - (overleden in 2022) was gemeentepredikant.